# Ширай Ганна Олександрівна
Ганна Олександрівна Ширай (1927, село Ковпита, тепер Ічнянського району Чернігівської області — 1975) — українська радянська діячка, ланкова колгоспу імені Коцюбинського села Ковпита Чернігівського району Чернігівської області. Депутат Верховної Ради УРСР 5-го скликання. 

## Біографія
Народилася в селянській родині у 1930 (за іншими даними — в 1927 році). До 1941 року навчалася у семирічній школі.
З 1944 року — колгоспниця, ланкова колгоспу імені Коцюбинського села Ковпита Михайло-Коцюбинського (потім — Чернігівського) району Чернігівської області.
Щороку вирощувала високі врожаї льону та картоплі. У 1957 році ланка Ширай виростила 7,2 цнт волокна і 6,5 цнт насіння льону з кожного гектара та по 146 цнт картоплі.

## Нагороди
- орден Леніна (26.02.1958)
- медалі